# أوس المسالمة
أوس المسالمة (24 أغسطس 1992 - )، لاعب كرة قدم سوري بدأ مسيرته الكروية مع نادي الشعلة للشباب وانتقل بعدها إلى ألمانيا ليلعب بنادي فينفايلر فالز، منذ تاريخ 18 ديسمبر 2011 وحتى الآن.